# Столкновения в Брисбене
Столкновения в Брисбене (в англ. источн. Battle of Brisbane) — столкновения, происходившие 26 и 27 ноября 1942 между западными союзниками в Брисбене, столице австралийского штата Квинсленд, между военными США с одной стороны, и австралийскими военнослужащими и гражданскими лицами с другой стороны. К моменту прекращения насилия был убит один австралийский солдат, а сотни австралийцев и американских военнослужащих были ранены. В зарубежных СМИ об этих инцидентах не сообщалось, а в Австралии в опубликованных нескольких газетных сообщениях причины беспорядков не раскрывались.

## Предыстория

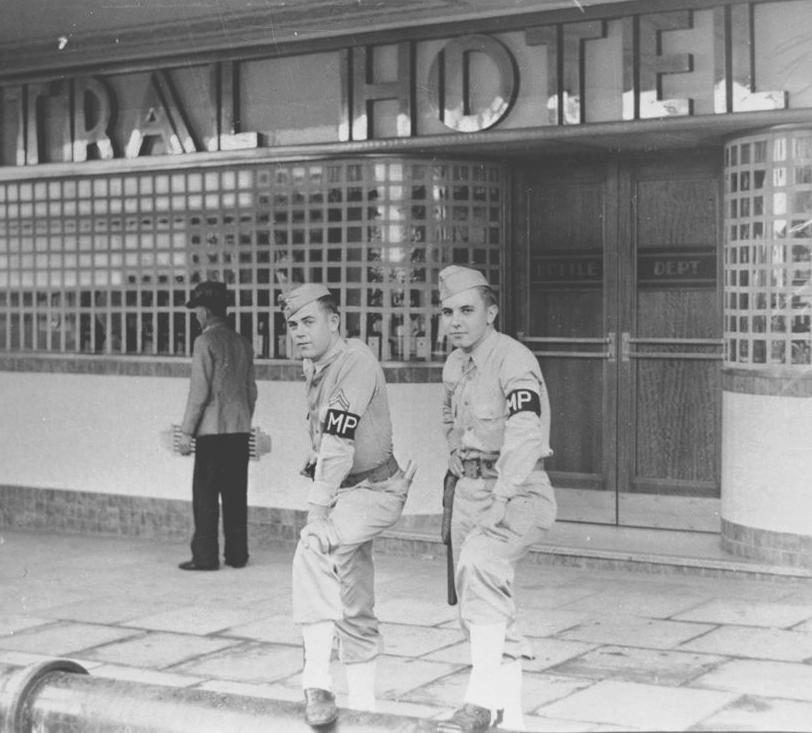
Начало 1942 г., военная полиция США у отеля Central в Брисбене (Источник: Sunday Truth, Брисбен / Государственная библиотека Квинсленда)

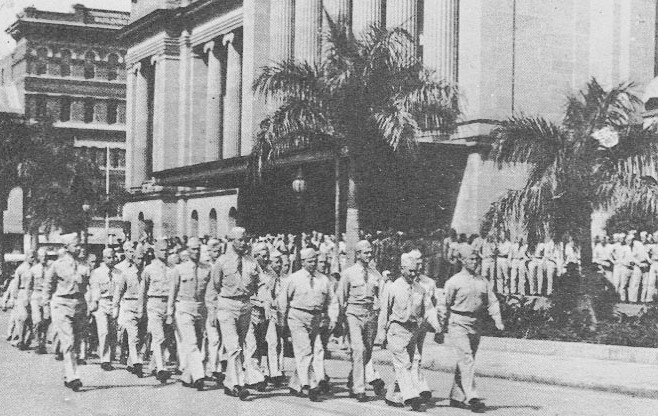
Военнослужащие США маршируют по площади Кинг-Джордж в Брисбене, около 1943 года.

С 1942 по 1945 год во время войны на Тихом океане до одного миллиона американских военнослужащих, в том числе около 100 000 афроамериканцев, находились в различных местах по всей восточной Австралии. Эти силы включали персонал, ожидающий развертывания для боевых действий в других частях Тихого океана, войска, отдыхающие, выздоравливающие и/или переоснащенные после предыдущих боевых операций, или военный персонал, укомплектовывающий военные базы и объекты союзников в Австралии. Многие американские военнослужащие дислоцировались в Брисбене и его окрестностях, который был штаб-квартирой генерала Дугласа Макартура, верховного главнокомандующего союзниками в юго-западной части Тихого океана. Многие здания и сооружения вокруг Брисбена были переданы в пользование военным США. Брисбен столкнулся с трудностями, когда начиная с декабря 1941 года население города составлявшее примерно 330 000 человек начало увеличиваться и увеличение численности доходило до 80 000 человек. Город был переведён на военное положение, школы закрыты, отключено электричество, возросла преступность, многие семьи уехали из города.

### Доступ к товарам и услугам
Хотя военнослужащие из Австралии и Соединенных Штатов обычно поддерживали дружеские отношения, между двумя группами существовала напряженность, которая иногда приводила к насилию. Многие факторы, как сообщается, способствовали возникновению этой напряженности, в том числе тот факт, что военные силы США получали более качественные пайки, чем австралийские солдаты, магазины и отели регулярно отдавали предпочтение американцам, а американский обычай «ласкать девушек на публике» был воспринят как оскорбительный для австралийской морали того времени. Свою роль сыграло и отсутствие удобств для австралийцев в городе. У американских военных были свои отдельные пункты обмена предлагающие товары, еду, алкоголь, сигареты, ветчину, индейку, мороженое, шоколад и нейлоновые чулки по низким ценам, все предметы, которые были либо запрещены, либо сильно нормированы, либо отпускались по высокой цене для австралийцев. Австралийских военнослужащих не пускали в эти заведения, в то время как австралийские столовые, с другой стороны, предлагали еду, безалкогольные напитки, чай и бутерброды, но не алкоголь, сигареты и другие предметы обихода. В отелях было разрешено подавать алкоголь только дважды в день в течение одного часа в любое время по их выбору, что привело к тому, что большое количество австралийских военнослужащих на улицах спешили из одной гостиницы в другую, а затем выпивали как можно быстрее перед закрытием.

### Различия в оплате
Заработная плата американских военных была значительно выше, чем зарплата австралийских военных. Армия США предоставила американским войскам шёлковые чулки и конфеты, которые они раздавали австралийским женщинам, а также пайки армии США, в то время как австралийцы плохо питались из-за нормирования еды для гражданского населения. Это привело к тому, что военнослужащие США не только добились успеха у немногих доступных женщин, но и привело к тому, что многие американцы встречались и женились на австралийках, что вызвало сильное недовольство австралийцев. В середине 1942 года репортер гуляя по Куин-стрит насчитал 152 местных женщины в компании со 112 американцами в форме, в то время как только 31 женщина сопровождала 60 австралийских солдат, а к концу войны около 12 000 австралийских женщин вышли замуж за американских солдат. То, что СМИ сочли необходимым сообщить об этой ситуации, указывает на эффект американского присутствия «Им переплачивают, они занимаются сексом и здесь» — это обычная фраза, которую австралийцы использовали примерно в то время.
У американцев были шоколадные конфеты, мороженое, шелковые чулки и доллары. Они смогли показать девочкам, как хорошо проводят время, и австралийцы очень возмутились тем фактом, что они потеряли контроль над своим городом.
Сержант Билл Бентсон, армия США

### Мнения солдат друг о друге
Ещё одна проблема заключалась в том, как американское командование рассматривало австралийских военных. Дуглас Макартур уже высказал пренебрежительное мнение об австралийских войсках, которые тогда сражались в битве за Кокоду. Хотя Австралия несла главную тяжесть войны в Новой Гвинее сама по себе, Макартур доложит США об «американских победах», в то время как австралийские победы были сообщены в Соединенных Штатах в качестве «американских и союзнических победах». Общее невежество американцев в Австралии, и американские представления, что австралийцы не имели определённой мотивации «get-up-and-go» (встать и идти) также портило отношения.
Точно также австралийцы свысока смотрели на боевые качества американцев. Американцы не признали, что австралийцы выиграли решающие сражения при Милн-Бэй , Кокода и Гона, в значительной степени ответственны за победу при Буна и «в подавляющем большинстве» ответственны за победу при Санананде.
Во время Второй мировой войны в Австралии не было призыва, ополчение составляли добровольцы и призывники. Ополченцев нельзя было отправить за границу, но их можно было использовать для защиты Австралии, а также Папуа — Новая Гвинея.
Ещё одним фактором конфликта была разница между войсками и военной полицией. Военная полиция была вынуждена выполнять обязанности, которые никто не хотел выполнять. Из-за этого австралийцы почти не уважали их. Было заявлено, что военная полиция должна быть безоружной. В Брисбене военная полиция состояла из американцев, которые имели право быть вооруженными и считалась австралийцами высокомерными.

### Расовый вопрос
Хотя в данном случае раса не была прямой причиной конфликта, она была названа причиной напряженности между австралийцами и американцами. Эта напряженность возникла из-за обращения с афро-американскими солдатами и их сегрегации со стороны американских военных. Расовые вопросы и сегрегация также сыграли существенную роль в конфликтах между местными жителями и американцами как в Новой Зеландии, так и в Великобритании. В то же время Бейкер сообщает, что в гражданской жизни белые австралийцы обращались с аборигенами в основном так же, как белые американцы обращались с черными, Холл сообщает, что институциональная дискриминация была «патерналистской», значительно варьирующейся от штата к штату. Несмотря на официальную политику, якобы запрещающую вербовку коренных австралийцев, на практике был принят более гибкий подход, благодаря которому многих коренных австралийцы также вербовали. Сегрегация не практиковалась в основном, и коренные австралийцы получали равную оплату, продвигались по службе за заслуги и были общепринятыми как равные.
Войска 208-й береговой артиллерии США в течение 10 ночей бунтовали в марте 1942 года, сражаясь против афроамериканцев из 394-го квартирмейстерского батальона. Это объяснялось негодованием белых американцев по поводу доступа афроамериканцев в танцевальные залы и общения с «белыми девушками на улицах Брисбена». В результате военные власти США изолировали афроамериканцев, ограничив их южным берегом реки Брисбен. Однако проблемы продолжались: крупный расовый бунт в Ваколе, ножевые столкновения в Южном Брисбене, нападения и убийства чернокожих солдат американской военной полицией просто за то, что они пересекли реку Брисбен. Это ещё больше подстегнуло австралийцев, чья культура по отношению к военной полиции заметно отличалась.

### События, непосредственно предшествующие конфликту
По данным властей, между австралийскими и американскими военнослужащими происходило до 20 драк за ночь. В течение нескольких недель до конфликта в Брисбене было несколько серьёзных инцидентов, в том числе перестрелки между американским солдатом и австралийскими военными под Инкерманом, в которой погиб один австралиец и один американец, австралийский солдат был застрелен американской военной полицией в Таунсвилле, американский военнослужащий и трое австралийских солдат в Брисбенском районе Centenary Place были вовлечены в стычку, в результате которой один австралиец погиб, американский солдат был арестован за нанесение ножевых ранений трем военнослужащим и женщине из Брисбена возле Центрального железнодорожного вокзала, и двадцать австралийцев дрались с американскими подводниками и членами Берегового патруля USN, нанося им серьёзные повреждения. Утром в день конфликта на Альберт-стрит американский военный полицейский избил австралийского солдата дубинкой.

## Ход конфликта

### Первая ночь — 26 ноября 1942

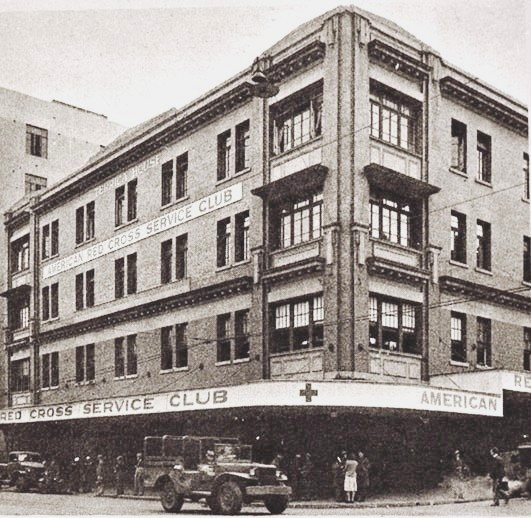
Клуб обслуживания американского Красного Креста на углу улиц Аделаида и Крик-стрит вместе с расположенной поблизости военной почтовой биржей США (PX) подвергся нападению австралийских военнослужащих и гражданских лиц 26-27 ноября 1942 года.

По словам австралийского историка Барри Ральфа, 26 ноября находящийся в состоянии алкогольного опьянения рядовой США Джеймс Р. Стейн (James R. Stein) покинул отель, где он пил, так как он закрылся в 18:50, и направился к пункту обмена на углу улиц Крик и Аделаида, примерно в 50 метрах (55 ярдах) дальше по дороге. Он остановился, чтобы поговорить с тремя австралийцами, когда рядовой Энтони Э. О’Салливан из 814-й военной полиции США подошел и попросил у Штейна пропуск. Пока Штейн искал его, полицейский проявлял нетерпение и попросил его поторопиться, прежде чем схватить его пропуск и арестовать. При этом австралийцы начали ругать полицейского и просить оставить Штейна в покое. Отношения австралийцев и американской полиции были натянутыми, потому что австралийцы считали их высокомерными, а они применяли дубинки при малейшей провокации. Когда О’Салливан поднял дубинку, словно собираясь ударить одного из австралийцев, они напали на него. Прибыло ещё несколько полицейских, давая свистки, в то время как находящиеся поблизости австралийские военнослужащие и несколько мирных жителей бросились на помощь своим соотечественникам. В меньшинстве полицейские отошли к пункту обмена, неся раненого О’Салливана. Штейн пошел с ними.
Тем временем собралась толпа численностью до 100 австралийских военнослужащих и гражданских лиц, которые начали осаду пункта обмена, бросая бутылки и камни, выбивая окна. Прибыл полицейский инспектор Чарльз Прайс, однако он ничего не смог сделать, так как толпа продолжала расти, а Американский Красный Крест, расположенный по диагонали напротив пункту обмена, также подвергся осаде.
"Самая яростная битва, которую я когда-либо видел во время войны, была той ночью в Брисбене. Это было похоже на гражданскую войну"
По всему городу вспыхивали спорадические драки. Театр Тиволи был закрыт, военнослужащим было приказано вернуться в свои казармы и на корабли, а солдаты с закрепленными штыками сопровождали женщин в городе из этого района. К 20 часам в беспорядках было задействовано до 5 тысяч человек. Несколько австралийских полицейских сняли повязки и присоединились к ним. Капрал Дункан Капорн конфисковал небольшой грузовик, которым управлял австралийский офицер и трое солдат. В грузовике были четыре автомата Оуэна, несколько ящиков с боеприпасами и несколько ручных гранат. Прибыла местная пожарная бригада Брисбена, но они просто наблюдали и не использовали свои шланги. Позже американские власти критиковали их за то, что они этого не сделали.

### Смерть канонира Вебстера
738-й батальон военной полиции начал вооружать полицейских дробовиками для защиты здания и они выдвинулись вперед. Люди в толпе были возмущены этой демонстрацией силы и попытались избавить рядового Норберта Гранта от его оружия. Он ударил одного австралийца из своего пистолета, прежде чем стрелок Эдвард С. Вебстер, водитель 2-го австралийского противотанкового полка схватил ствол, а другой солдат схватил его за шею. Во время драки ружье разряжалось трижды. Первый выстрел попал Вебстеру в грудь, мгновенно убив его. Следующие два выстрела попали рядовому Кеннету Хенкелю в щеку, в предплечье рядовому Яну Тайману, также в бедро рядовому Френку Корри, саперу Де Воссо в бедро и ефрейтор Ричард Ледсону был ранен в левое бедро и левую руку, а также получил сложный перелом левой лодыжки. Также пострадали двое мирных жителей, Джозеф Хэнлон был ранен в ногу и 18-летний Уолтер Мейдмент также был ранен.
В замешательстве Грант сумел бежать обратно к пункту обмена, ударив австралийца по голове из дробовика, сломав при этом приклад его оружия. Американский солдат, рядовой Джозеф Хоффман, получил перелом черепа в драке.
К 10 часам вечера толпа рассеялась, оставив первый этаж американского пункта обмена разрушенным. Военный корреспондент, Джон Хинд, который был на балконе отеля с видом на сцену, позже заявил, что «самым яростным боем который я когда-либо видел во время войны была в ту ночью в Брисбене. Это было похоже на гражданскую войну.»

### Вторая ночь — 27 ноября 1942 г.
На следующую ночь у здания Красного Креста собралась толпа от 500 до 600 австралийских военнослужащих. Здание пункта обмена находилось под усиленной охраной, и на первом этаже Красного Креста находились вооруженные до зубов американские полицейские. Унтер-офицеры прошли сквозь толпу и конфисковали несколько ручных гранат. На Куин-стрит группа солдат, вооруженных дубинками, натолкнулась на 20 полицейских США, которые выстроились в ряд и вытащили пистолеты. Вмешался австралийский офицер и убедил американского командира увести своих людей из этого района. Затем толпа двинулась к углу улиц Куин и Эдвард возле штаб-квартиры Макартура в здании AMP и начала выкрикивать оскорбления в сторону здания. Перекресток был заполнен кольцами австралийцев, избивающих солдат, более 20 человек получили травмы.
Сержант армии США Билл Бентсон, присутствовавший обе ночи, вспоминал, как он был поражен, увидев «американцев, взлетающих в воздух».
Но после этого все как бы утихает, и ты идешь в паб, а австралиец подходил и хлопал меня по спине. «О, разве это не был хороший шум, который у нас был прошлой ночью? И выпей за меня пива».
Австралийская писательница Маргарет Скотт, которая вместе со своим американским мужем подверглась нападению на Эдвард-стрит во время беспорядков, заявила, что несколько американских военнослужащих были избиты до смерти и один застрелен в ходе столкновений, но официальных записей, подтверждающих это утверждение, нет.

## Последствия

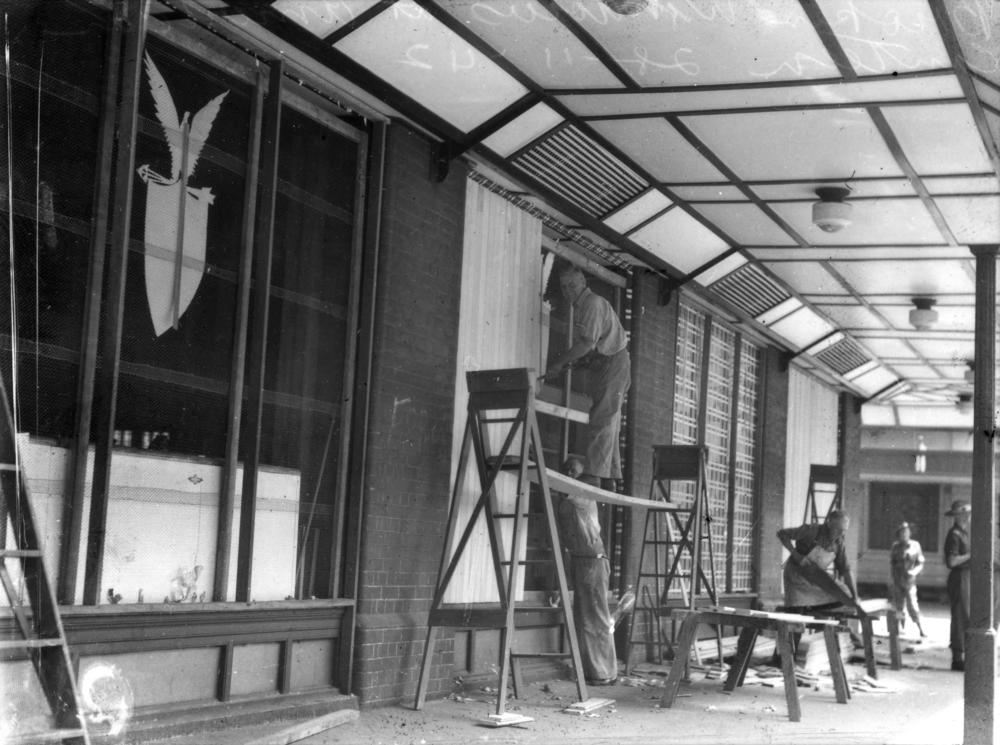
Рабочие ремонтируют разбитые окна в американской столовой в Брисбене 28 ноября 1942 года.

В первую ночь погиб один австралийский военнослужащий, восемь человек получили огнестрельные ранения и несколько сотен человек получили ранения. Во вторую ночь восемь американских полицейских, один военнослужащий и четыре американских офицера были госпитализированы, а бесчисленное множество других получили ранения.
Подразделения, участвовавшие в беспорядках, были перемещены из Брисбена, численность полицейских была увеличена, австралийская столовая была закрыта, а американский пункт обмена был перемещен.

### Военно-полевой суд
Позже рядовой Грант предстал перед военным трибуналом США за непредумышленное убийство в связи со смертью Вебстера, но был оправдан за гибель в ходе самообороны.
Пятеро австралийцев были осуждены за нападение в результате описанных выше событий, а один был заключен в тюрьму на шесть месяцев.
Управление главного цензора в Брисбене распорядилось, чтобы «не проводила трансляции и не передавала в эфир подробности сегодняшнего беспорядка военнослужащих в Брисбене. Справочная информация только для цензоров: один австралиец убит, шесть ранены». Brisbane Courier Mail на следующий день опубликовал подвергнутую строгой цензуре статью об инциденте. Хотя в статье упоминались смерть и ранения, в ней не сообщалось ни о национальности, ни о каких-либо конкретных деталях. Считается, что об инциденте никогда не сообщали американские СМИ, и американские военнослужащие в Брисбене подверглись цензуре с целью удаления любых упоминаний. В результате этой секретности в Брисбене в течение следующих недель распространялось множество слухов и преувеличенных историй, в том числе одна о том, что 15 австралийских военнослужащих были застрелены американцами из автоматов, а тела были сложены на ступеньках почтового отделения.
После столкновений при Брисбене недовольство американскими войсками привело к нескольким более мелким беспорядкам в Таунсвилле, Рокгемптоне и Маунт-Айза. Аналогичные беспорядки последовали и в других штатах: Мельбурн 1 декабря 1942 г., Бонди (Новый Южный Уэльс) 6 февраля 1943 г., Перт в январе 1944 г. и Фримантл в апреле 1944 г.

### Веб-источники
1. 1 2 3 4  The Battle of Brisbane. Peter Dunn. Дата обращения: 21 января 2017. Архивировано 15 апреля 2015 года.
2. ↑  United States forces in Queensland, 1941-45 — Fact sheet 234, Национальный архив Австралии. Веб архив с сайта 30 марта 2019 г.
3. 1 2 3 4 5 6 7 8  Рэймонд Эванс и Жаки Донеган Битва за Брисбен (веб архив), Политика и культура 10 августа 2010 г.
4. 1 2 3  Australian Broadcasting Corporation, 7.30 Report, 27 December 2000, «Book reveals allied soldiers brawling on Brisbane streets» Архивировано 13 октября 2007 года.
5. 1 2  Baker, Anni P. American Soldiers Overseas: The Global Military Presence. — Westport, Connecticut : Praeger, 2004. — P. 33, 35. — ISBN 0-275-97354-9.
6. ↑  Harvey, Adam. US military makes its mark. ABC News (Австралия). Дата обращения: 25 апреля 2014. Архивировано 26 апреля 2014 года.
7. ↑  Brune, Peter A Bastard of a Place Allen & Unwin Pg 601—622 ISBN 1-74114-403-5
8. ↑  UNSINGER, PC. THE BATTLE OF BRISBANE: Australians and Yanks at War (Book). Military Review. 82, 2, 111, Mar. 2002. ISSN 0026-4148.
9. ↑  United States forces in Australia. Australian War Memorial. Дата обращения: 1 марта 2017. Архивировано 2 марта 2017 года.
10. ↑  Banning, William. Heritage Years: Second Marine Division Commemorative Anthology, 1940–1949, Volume 1. — 1988. — Turner Publishing Company, 1988. — ISBN 9780938021582.
11. ↑  Revealed: How Britons welcomed black soldiers during WWII, and fought alongside them against racist GIs. The Telegraph. Дата обращения: 8 февраля 2017. Архивировано 1 ноября 2020 года.
12. 1 2 3  Hall, 1995.
13. ↑  Indigenous Australians at war. Department of Veterans' Affairas. Дата обращения: 1 марта 2017. Архивировано 2 марта 2017 года.
14. ↑  World War Two Nominal Roll. Department of Veterans' Affairs. Дата обращения: 25 июля 2016. Архивировано 11 октября 2016 года.
15. ↑  World War Two Nominal Roll: Webster, Edward Sidney, Australian Army, QX5862. Department of Veterans' Affairs. Дата обращения: 25 июля 2016. Архивировано 11 октября 2016 года.
16. ↑  NAA: B883, QX5862 Webster, Edward Sidney, p. 4 of 10. National Archives of Australia. Дата обращения: 8 декабря 2019. Архивировано 29 сентября 2021 года.
17. ↑  World War Two Nominal Roll. Department of Veterans' Affairs. Дата обращения: 25 июля 2016. Архивировано 11 октября 2016 года.
18. ↑  Manager. World War Two Nominal Roll. Department of Veterans' Affairs;. Дата обращения: 25 июля 2016. Архивировано 11 октября 2016 года.
19. ↑  World War Two Nominal Roll. Department of Veterans' Affairs. Дата обращения: 25 июля 2016. Архивировано 11 октября 2016 года.
20. ↑  World War Two Nominal Roll. Department of Veterans' Affairs. Дата обращения: 25 июля 2016. Архивировано 11 октября 2016 года.
21. ↑  STREET FIGHTS IN BRISBANE. The Sydney Morning Herald. No. 32, 737. New South Wales, Australia. 28 ноября 1942. p. 9. Архивировано 27 мая 2022. Дата обращения: 21 августа 2020 — National Library of Australia.
22. ↑  All Quiet On The Brisbane Front. Daily Mercury. Vol. 76, , no. 285. Queensland, Australia. 30 ноября 1942. p. 2. Архивировано 27 мая 2022. Дата обращения: 21 августа 2020 — National Library of Australia.{{cite news}}:  Википедия:Обслуживание CS1 (лишняя пунктуация) (ссылка)
23. ↑  AMERICAN M.P. FREE OF CHARGE OF MANSLAUGHTER. The Canberra Times. Vol. 17, , no. 4666. Australian Capital Territory, Australia. 1 марта 1943. p. 4. Архивировано 27 мая 2022. Дата обращения: 21 августа 2020 — National Library of Australia.{{cite news}}:  Википедия:Обслуживание CS1 (лишняя пунктуация) (ссылка)
24. ↑  QUEENSLAND. Guinea Gold. Vol. 1, , no. 64. International, Australia. 22 января 1943. p. 2 (AUSTRALIAN EDITION). Архивировано 27 мая 2022. Дата обращения: 21 августа 2020 — National Library of Australia.{{cite news}}:  Википедия:Обслуживание CS1 (лишняя пунктуация) (ссылка)
25. ↑  SOLDIER CHARGED OVER CITY RIOT. The Telegraph. Queensland, Australia. 12 января 1943. p. 8 (CITY FINAL LAST MINUTE NEWS). Архивировано 27 мая 2022. Дата обращения: 21 августа 2020 — National Library of Australia.

### Комментарии
1. ↑  Ставка заработной платы в США составляла $11,40 в неделю (включая пособия, прожиточный минимум и более низкие налоги, это эквивалентно гражданскому доходу в размере $69,23 в неделю) для незамужнего американского рядового по сравнению с $3,50 в неделю для незамужнего австралийского рядового, что было эквивалентно гражданскому доходу в размере $18,70 в неделю. Источник: «Barron’s National Business and Financial Weekly», 24 апреля 1944 года и закон правительства Австралии «Pay rates for the 2nd AIF 1939—1945»
2. ↑  Исключением были небольшие отдельные силы, сформированные для обороны северной Австралии и особенно Торресова пролива. Помимо того, что они были изолированы, заработная плата солдат из числа коренных народов в отряде составляла около одной трети от заработной платы других солдат.[12]

### Документы и источники
- 1 Man Killed, 8 injured in City. The Courier-Mail. Brisbane. 27 ноября 1942. p. 3. Дата обращения: 11 февраля 2012 — National Library of Australia.
- More Street Disturbances. The Courier-Mail. Brisbane: National Library of Australia. 28 ноября 1942. p. 3. Дата обращения: 11 февраля 2012.
- Thompson, Peter A. The Battle of Brisbane:  Australians and the Yanks at War / Peter A. Thompson, Robert Macklin. — Canberra, Australia : BWM Books, 2000.
- Carey, Peter. Amnesia. Knopf. New York, 2015.
- Evans, Raymond; Donegan, Jacqui (2004). The Battle of Brisbane. Politics and Culture (4). University Press. Архивировано 23 сентября 2006. Дата обращения: 20 октября 2006.
- Hall, Robert A. Fighters From the Fringe: Aborigines and Torres Strait Islanders Recall the Second World War. — Canberra : Aboriginal Studies Press, 1995. — ISBN 0-85575-286-6. Архивная копия от 18 октября 2020 на Wayback Machine

### Прочие источники
- Evans, Raymond. Chapter 32: Battle of Brisbane // Radical Brisbane / Raymond Evans, Jacqui Donegan. — Carlton North, Victoria : The Vulgar Press, 2004. — P. 206–212.